# 古網翅目
古網翅目（學名：Palaeodictyoptera）是一目已滅絕，體型介乎中等至大型的原始古生代古翅類昆蟲。牠們有像鳥喙的口器，前後翅膀相似，在第一對翅膀前有一對額外的小翅。牠們的翅膀上的脈很粗，甚至在化石上仍可見到。一些種類的體型非常大，如Mazothairos，牠的翅膀展開約有55厘米。
古網翅目是古網翅總目基底的側系群，而非一個分支，因為牠們演化成其他目的昆蟲。牠們生存於石炭紀中期至二疊紀晚期。

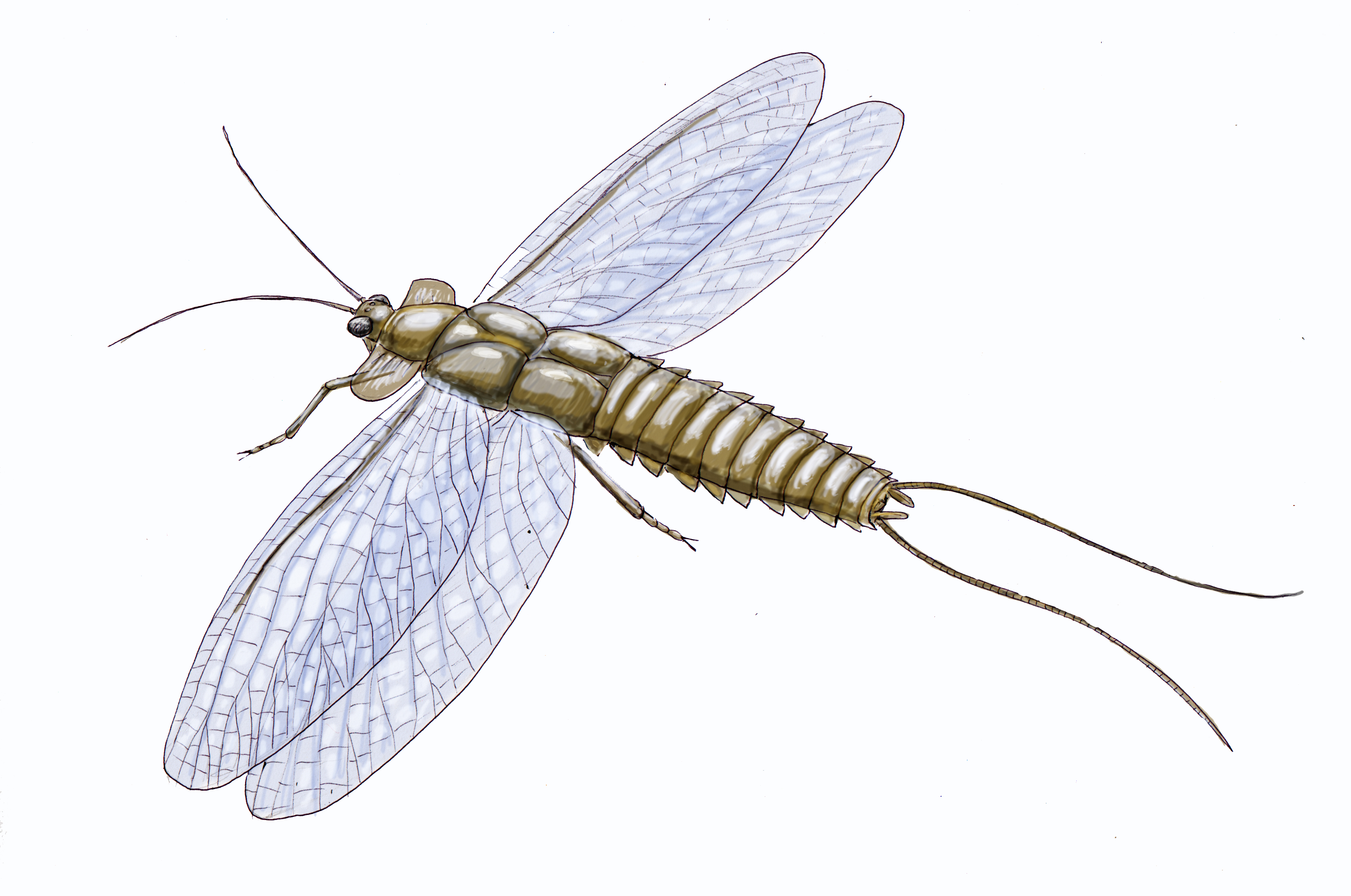
Mazothairos之復原圖

## 外部連結
- Tree of Life project （页面存档备份，存于）